# Дом академиков (Санкт-Петербург)
Дом акаде́миков (жилой дом Академии наук, в XVIII и начале XIX века — Волков дом) — многоквартирный жилой дом в Санкт-Петербурге, выходящий на три улицы: набережную Лейтенанта Шмидта, 7-ю линию Васильевского острова и Академический переулок. С начала XIX века являлся жилым домом Императорской Санкт-Петербургской Академии наук, затем — Академии наук СССР, в нём проживали многие выдающиеся деятели российской и советской науки. На фасадах дома размещено 29 мемориальных досок, посвященных известным жильцам. В доме располагается Мемориальный музей-квартира академика И. П. Павлова, ученого-физиолога, лауреата Нобелевской премии, создателя науки о высшей нервной деятельности.

## История и архитектура
Петербургский Дом академиков находится в восточной части Васильевского острова на набережной Большой Невы и представляет собой три самостоятельные постройки, возведенные в XVIII веке с разными целями, позже объединёнными в одно жилое здание.

### Начальный этап
Известно, что в 1716 году земельными участками на месте существующего Дома академиков владели двое приближенных князя А. Д. Меншикова — адъютант Илья Ерофеевич Лутковский и секретарь Алексей Яковлевич Волков, которому был выделен правый участок, на углу набережной и 7-й линии, отсюда и название «Волков дом».
Непосредственно возведение домов Лутковского и Волкова началось в июне 1720 года. Дома строились по типовому проекту, предназначавшемуся для владельцев 450—500 крестьянских дворов. Длина фасадов у таких домов обычно составляла 10 саженей. Однако из описи 1736 года следует, что дом Волкова имел 11,5 саженей по фасаду, вероятно по причине того, что был угловым.
В тот же самый период Лутковский и Волков совместно владели кирпичным заводом на Выборгской стороне. Однако их дома на набережной Большой Невы достроены не были. Полковник Илья Лутковский, не выполнивший обязательств по поставке кирпича на стройки Петербурга, оказался под судом, его незавершенный дом был конфискован в казну. Алексей Волков сам продал свой недостроенный дом из-за долгов. В 1725 году, вскоре после смерти Петра I он обратился к императрице Екатерине I, что «что на Васильевском острове построил он каменный дом не с дворового числа [то есть не по обязанности строить дом в соответствии с размером своего состояния, которое определялось количеством находящихся в его собственности крестьянских дворов], но по своей воле, который дом стал ему в 4700 руб., и дабы тот дом взять на Ея Императорское Величество, а ему на оплату долгов, заплатить деньги, во что он встал…».
Деньги были уплачены, недостроенный дом отошёл в казну и был передан Военной коллегии, которой, что интересно, заведовал сам Волков. Долгое время оба дома, не имевшие оконных рам, полов и частично межэтажных перекрытий, лестниц, штукатурки на стенах и проч., использовались для хранения казенного провианта.
24 августа 1736 года появился указ императрицы Анны Иоанновны, согласно которому «для житья академических служителей вышеописанный, купленный у Волкова дом, отдать в ведомство Академии наук, и что надлежит в нем вычинить из положенной суммы на канцелярию от строений, дабы впредь к той академии для житья вышеописанных учеников особливых домов не нанимать».
Для обследования домов Волкова и Лутковского в том же 1736 году был привлечен резного дела мастер Конрад Оснер, который, исходя из того, что оба здания строились по одному проекту и у них совпадает высота этажей, размеры и ритм оконных проемов, предложил объединить два недостроенных объекта в один. Оснера поддержал президент Академии наук Иоганн Альбрехт фон Корф. Однако строительные работы так и не начались.

### Перестройка 1757—1758 гг.
Новый этап в истории Дома академиков относится к 1757 году. На этот раз попытку приспособить недостроенные здания под нужды Академии наук предпринимает Михаил Васильевич Ломоносов. Обследование и освидетельствование двух строений проводит прапорщик Н. П. Галл, а проект их объединения готовит Савва Иванович Чевакинский, занимавший с 1755 года должность архитектора Академии наук. Тогда же Чевакинским была перестроена пострадавшая от пожара башня Кунсткамеры.
В результате проведенных в 1757-1758 годах работ здание стало 3-этажным, на 15 осей по лицевому (обращенному к Большой Неве) фасаду. Центральная 3-осевая часть была выделена фронтоном с колоннами по углам. Два высоких крыльца соответствовали двум симметрично расположенным входам. В декоре фасада просматривались элементы барокко: гладкие и рустованные лопатки, фигурные наличники.
После перестройки в новом доме на набережной Большой Невы разместились мастерские Академии наук: словолитня, переплетная, инструментальная, барометренная и токарная, а также типография и гравировальная палата. При мастерских находились квартиры их руководителей, в частности, заведовавшего гравировальной (гридоровальной) палатой Георга Фридриха Шмидта, создателя и главы второй академической типографии Ивана Ивановича Тауберта, руководителя переплетной палаты Фридриха Розенберга и пр. В доме (вероятно, в подвальном этаже) находились квартиры технических работников Академии, например, трубочиста.

### Перестройка 1806—1808 гг.

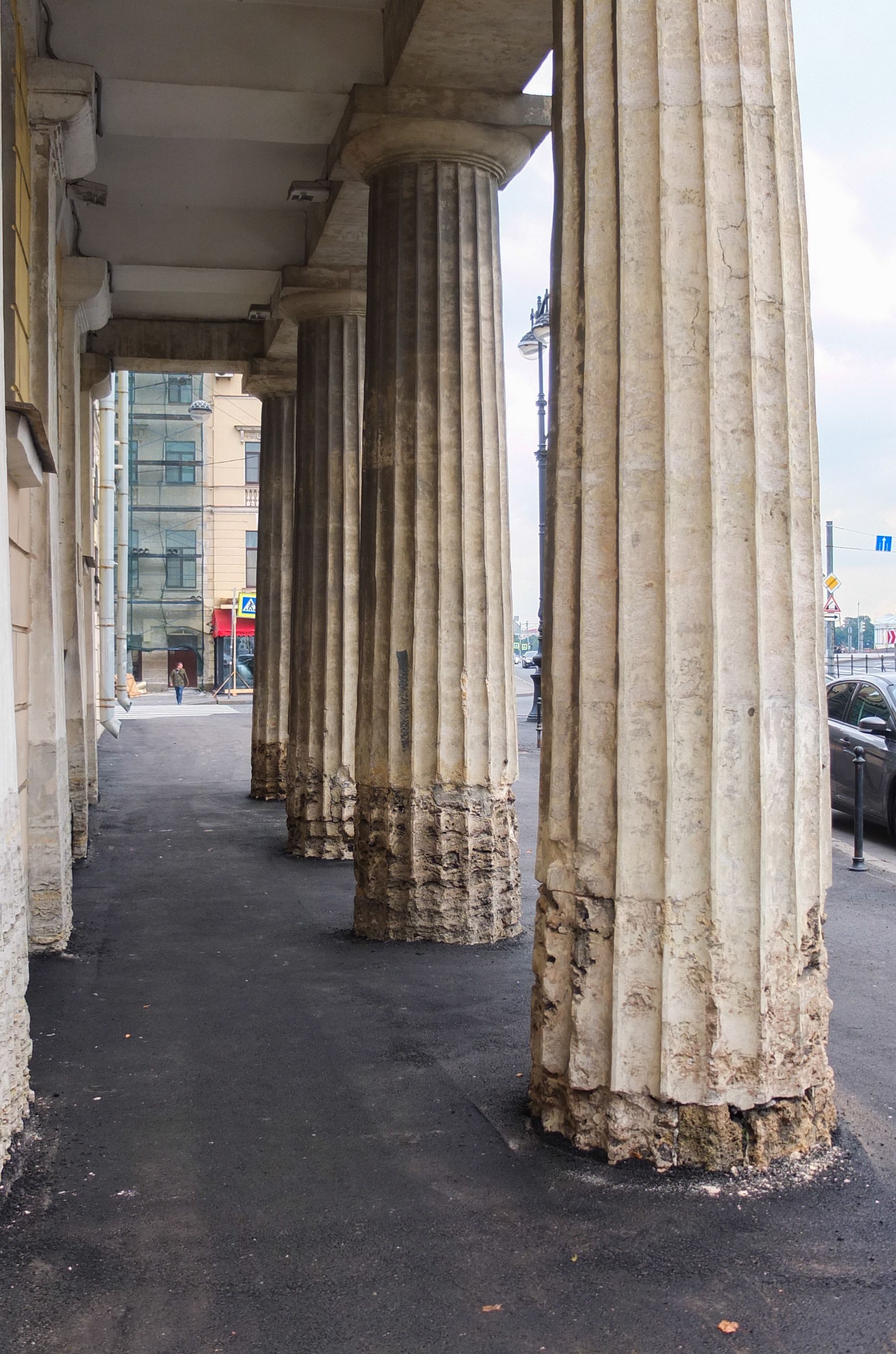
В начале XIX века фасад Дома академиков со стороны набережной был дополнен монументальным портиком с четырьмя каннелированными дорическими колоннами

В 1793 году по инициативе Екатерины Романовны Дашковой, возглавлявшей Академию наук, на свободной части участка, относившегося к домам Волкова и Лутковского, вдоль 7-й линии В. О. и переулка, позднее названного Академическим, строится четырёхэтажный Г-образный в плане корпус для Академической гимназии.
В 1805 году Академическая гимназия была упразднена, а её прежде отдельное здание решили соединить с остальными строениями на участке. При этом перестройке, которая была осуществлена в 1806-1808 годах, подвергся и стоявший вдоль Большой Невы корпус — соединённые ранее в единое целое по проекту Чевакинского дома Волкова и Лутковского. Новая постройка, объединившая таким образом в себе три здания, получила новые фасады, оформленные в стиле классицизма. Со стороны набережной дом был дополнен монументальным портиком с четырьмя каннелированными дорическими колоннами, поддерживающими массивный антаблемент и балкон. Балюстрада балкона была оформлена на заводе, принадлежащем Чарльзу Берду, черепичная кровля на крыше здания была заменена на железную.
Автор проекта перестройки, создавшей современный облик Дома академиков, неизвестен. Часть исследователей считает таковым Андреяна Дмитриевича Захарова. Также в качестве возможных создателей проекта фигурируют архитекторы Алексей Гаврилович Бежанов и Денис Евсигнеевич Филиппов, служивший с 1805 по 1846 год архитектором Академии наук. Филиппов руководил строительством, именно его подпись стоит на большинстве листов архивного дела 1806 года «Относительно до построек и починок в принадлежащих Академии домах и о покупке на то разных материалов».
В Доме академиков после его перестройки в 1806—1808 годах было 18 квартир, большинство из которых имело от 5 до 10 комнат. С меньшим количеством комнат было лишь две — 2-комная и 1-комнатная. Они располагались на верхнем этаже в крыле вдоль Академического переулка и предназначались, вероятно, для обслуживающего персонала Академии наук — с этого момента дом на углу 7-й линии Васильевского острова и набережной Большой Невы использовался преимущественно под жилье и хозяйственные нужды сотрудников Академии.
За прошедшие столетия жилые помещения неоднократно перепланировывались и ремонтировались с утратой первоначальной отделки. Сохранились списками занимавших квартиры в Доме академиков: в 1809 году — 16 человек с семьями, в 1844 году — 19 человек, в 1867 году — 18 человек.

### XX век и современность

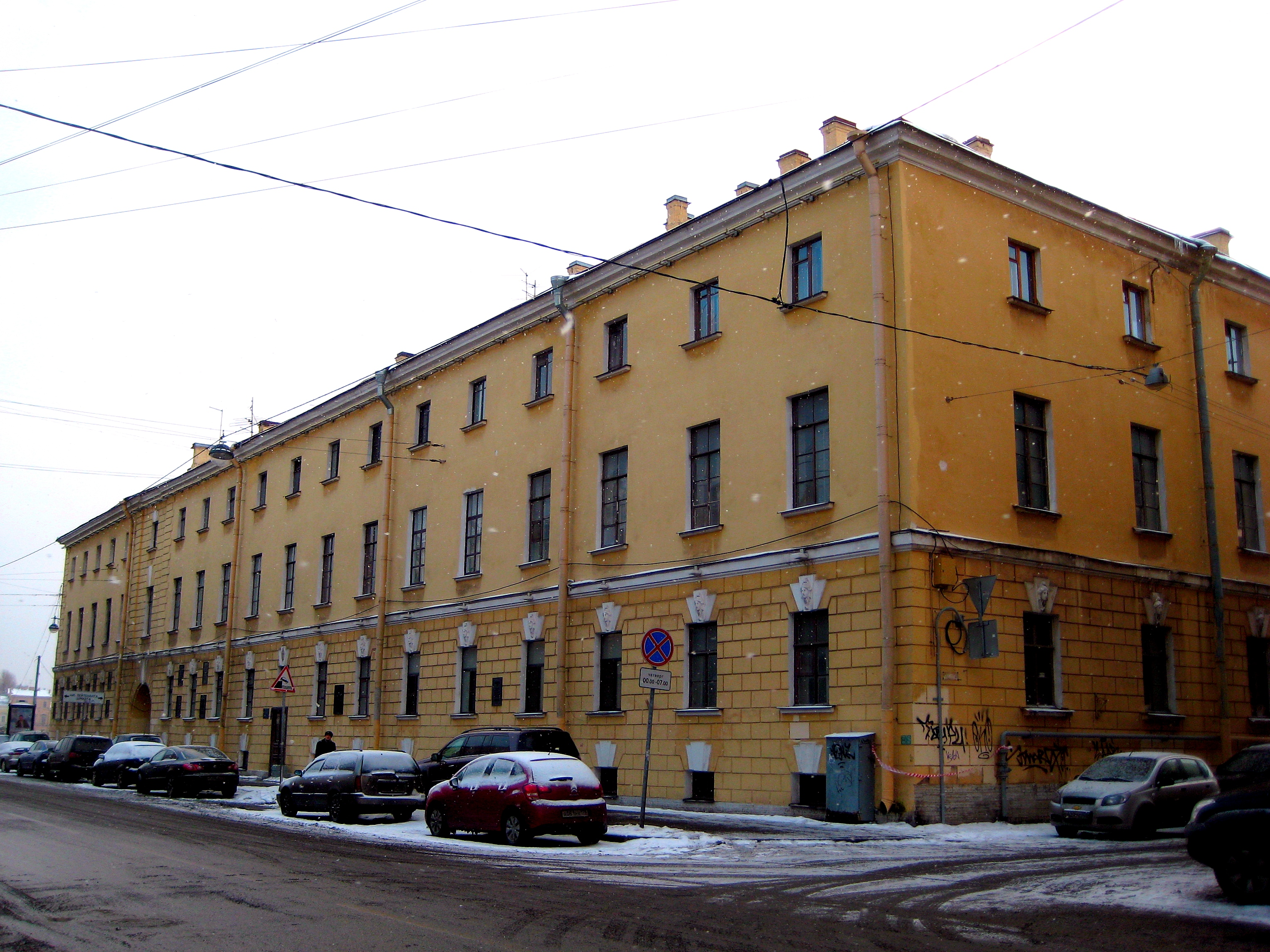
Боковой фасад Дома академиков, вид с 7-й линии Васильевского острова

В 1930-х годах в связи с реконструкцией моста Лейтенанта Шмидта (ныне Благовещенский мост) и изменившейся конфигурацией набережной был утрачен трехступенчатый стилобат портика на главном (южном) фасаде дома.
В 1952 году были частично заложены окна цокольного этажа, в 1960 году была проведена реставрация уличных фасадов. В 2006 году фасады дома были вновь отреставрированы в рамках городской адресной программы «Фасады Санкт-Петербурга».
В настоящее время здание по-прежнему является жилым домом, хотя и не имеет прежней ведомственной привязки: начиная с 1990-х годов, квартиры в Доме академиков находятся в частной собственности. В печатных и интернет-СМИ, путеводителях по Санкт-Петербургу и специальной литературе Дом академиков фигурирует как образец многоквартирного жилого дома начала XIX века, памятник архитектуры в стиле русского классицизма.
В Едином государственном реестре объектов культурного наследия (памятников истории и культуры) народов Российской Федерации санкт-петербургский Дом академиков (жилой дом Академии наук) определён как памятник, объект культурного наследия федерального значения и имеет регистрационный номер 781610743890006 (постановление Правительства РФ № 527 от 10.07.2001).

## Интересные факты
- В ночь на 29 июня 1762 года в типографии И. И. Тауберта, располагавшейся в Доме академиков, был напечатан манифест о восшествии на престол императрицы Екатерины II, совершившей государственный переворот[1][26].

- В 1770-е годы на чердаке Волкова дома физик и астроном, академик Петербургской Академии наук Логин Юрьевич Крафт оборудовал обсерваторию, в которой, в частности, наблюдал солнечное затмение 12 марта 1773 года[27].
- В 1770-1781 годах в Доме академиков жил механик-изобретатель Иван Петрович Кулибин, в то время — заведующим инструментальной мастерской Академии наук. В 1776 году Кулибин собрал во дворе дома модель деревянного однопролетного арочного моста через Неву, выполненную в 1/10 проектного размера. Модель простояла во дворе 17 лет, после чего была перенесена в Таврический сад[28][29].
- В 1808 году в квартире востоковеда Юлиуса Клапрота (сам хозяин находился в то время в научной экспедиции на Кавказе) естествоиспытатель-зоолог, член-корреспондент Петербургской Академии наук Михаил Иванович Адамс собрал доставленный им с побережья Северного Ледовитого океана скелет мамонта — первый попавший в руки ученых полный образец. Ныне этот скелет хранится в Зоологическом музее Зоологического института РАН[30][7].

- В 1975-1977 годах в квартире на первом этаже, где прежде проживал ученый-арабист, академик АН СССР Игнатий Юлианович Крачковский[31], размещались лаборатории отдела вычислительной техники Физико-технического института им. А. Ф. Иоффе АН СССР, впоследствии преобразованные в Санкт-Петербургский институт информатики и автоматизации РАН[32].

## Музей-квартира академика И. П. Павлова
22 сентября 1949 года в соответствии с Распоряжением Совета Министров СССР № 11986-р от 06.08.1949 и Распоряжением Президиума Академии наук СССР № 1165 от 20.08.1949 на втором этаже Доме академиков в квартире № 11 был открыт Мемориальный музей-квартира Ивана Петровича Павлова. Ученый-физиолог проживал по этому адресу с 1918 по 1936 год. Благодаря усилиям дочери академика Веры Ивановны Павловой (1890—1964) в трех комнатах квартиры — гостиной, спальне, столовой — сохранилась оригинальная обстановка, существовавшая ещё при жизни академика. В музее-квартире выставлены фотографии и подлинные предмет, принадлежавшие семье Павловых, в том числе обширная семейная библиотека.
Так же экспозиции представлены картины русских художников из собрания ученого, включая один из авторских вариантов картины «Богатыри» Виктора Михайловича Васнецова, и сформированная лично Павловым коллекцию жуков и бабочек. Ещё одна комната отведена под экспозицию, знакомящую с трудами всемирно известного физиолога. В настоящее время в Мемориальном музее-квартире академика И. П. Павлова, являющимся подразделением Института физиологии им. И. П. Павлова РАН, проходят регулярные экскурсии: «И. П. Павлов — великий русский физиолог, первый Нобелевский лауреат России», «Традиции и жизненный уклад в семье Павловых», «„Рефлекс цели“ по И. П. Павлову», «Серафима Павлова — жена „великого мужа“».

## Известные жильцы
В разное время жильцами Дома академиков являлись около 100 выдающихся деятелей отечественной науки, начиная с механика-изобретателя, заведующего инструментальной мастерской Петербургской академии наук Ивана Петровича Кулибина.

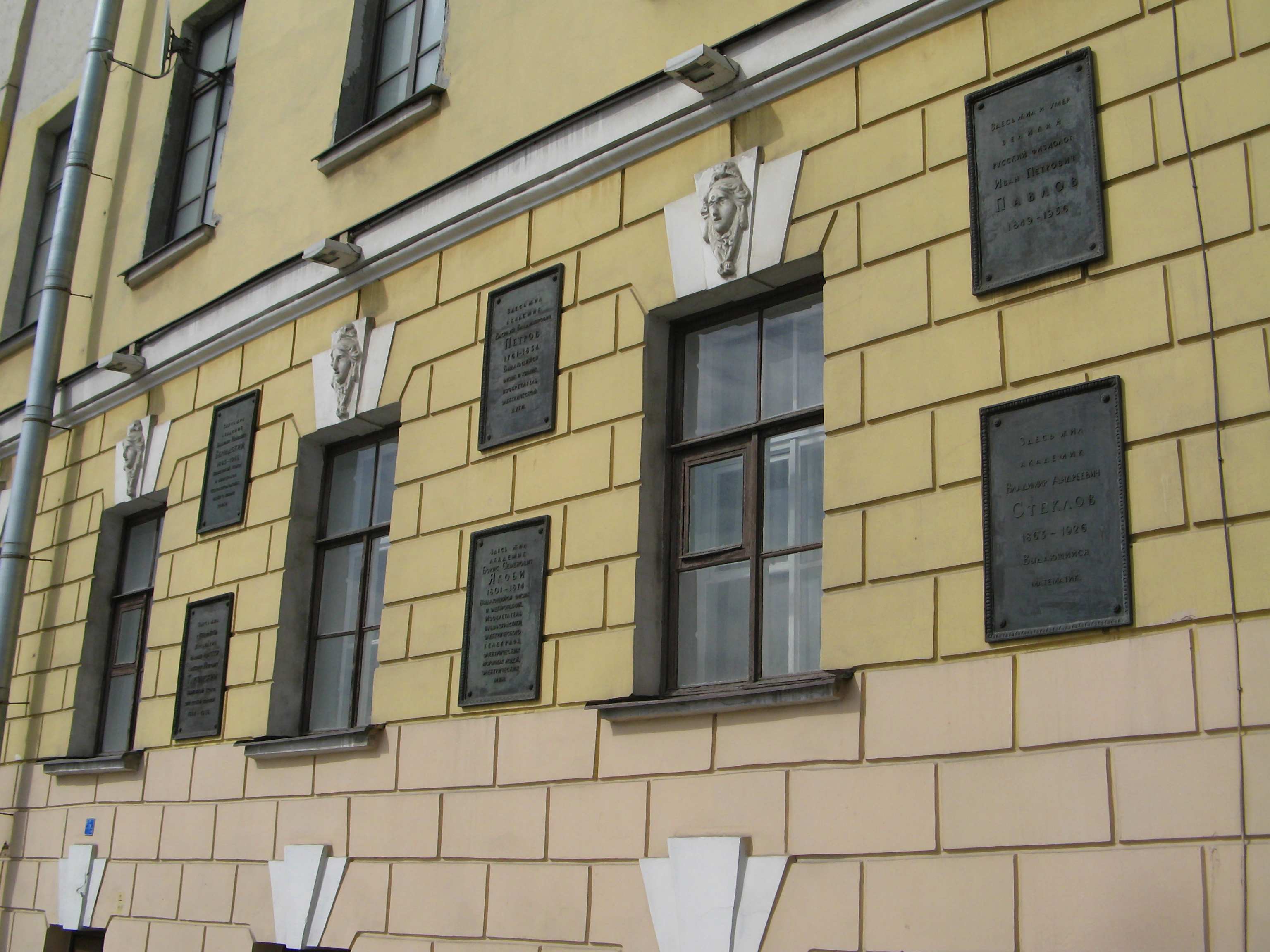
Мемориальные доски на фасаде Дома академиков

В 1948-1950-х годах по предложению президента АН СССР Сергея Ивановича Вавилова и по проекту архитектора Роберта Исааковича Каплана-Ингеля на фасаде Доме академиков были укреплены 19 мемориальных досок с именами живших здесь деятелей науки. Сейчас этих досок 29, они увековечивают имена следующих ученых:
- Алексеев, Василий Михайлович (1881—1951) — российский и советский филолог-китаист, переводчик, нумизмат, действительный член АН СССР.
- Алексеев, Михаил Павлович (1896—1981) — советский литературовед, пушкинист, академик АН СССР
- Борисяк, Алексей Алексеевич (1872—1944) — российский и советский палеонтолог и геолог, академик АН СССР, основатель и первый директор Палеонтологического института АН СССР.
- Бушмин, Алексей Сергеевич (1910—1983) — советский литературовед, академик АН СССР, исследователь творческого наследия М. Е. Салтыкова-Щедрина, директор Института русской литературы АН СССР.
- Васильев, Василий Павлович (1818—1900) — российский ученый-синолог, буддолог, санскритолог, декан Восточного факультета Санкт-Петербургского университета, академик СПбАН.
- Вернадский, Владимир Иванович (1863—1945) — российский и советский ученый-естествоиспытатель, мыслитель и общественный деятель. Создатель научных школ и науки биогеохимии. Один из представителей русского космизма. Академик СПбАН и АН СССР.
- Грот, Яков Карлович (1812—1893) — российский лингвист и историк литературы, профессор Гельсингфорсского и Санкт-Петербургского университетов, вице-президент СПбАН. Действительный тайный советник.
- Зернов, Сергей Алексеевич (1871—1945) — российский советский зоолог-гидробиолог и общественный деятель, основоположник гидробиологии в России, академик АН СССР.
- Карпинский, Александр Петрович (1847—1936) — российский и советский ученый-горный инженер и геолог, первый выборный президент Российской академии наук и первый президент Академии наук СССР.
- Ковалевский, Александр Онуфриевич (1840—1901) — российский биолог и эмбриолог, заслуженный профессор Императорского Санкт-Петербургского университета, академик СПбАН, член-корреспондент Французской академии наук, иностранный член Лондонского королевского общества. Тайный советник.
- Крачковский, Игнатий Юлианович (1883—1951) — российский и советский ученый-арабист, академик АН СССР.
- Левинсон-Лессинг, Франц Юльевич (1861—1939) — российский и советский геолог, ученый-петрограф и педагог, академик АН СССР.
- Ляпунов, Александр Михайлович (1857—1918) — российский математик и механик, академик СПбАН.
- Марков, Андрей Андреевич (1856—1922) — российский математик, профессор физико-математического факультета Санкт-Петербургского университета, академик СПбАН. Действительный статский советник.
- Марр, Николай Яковлевич (1865—1934) — российский и советский востоковед и кавказовед, филолог, историк, этнограф и археолог, академик СПбАН, затем академик и вице-президент АН СССР.
- Мещанинов, Иван Иванович (1883—1967) — российский и советский лингвист, археолог, академик АН СССР.
- Ольденбург, Сергей Федорович (1863—1934) — российский и советский востоковед, один из основателей русской индологической школы, академик и непременный секретарь СПбАН — РАН — АН СССР. Член Государственного совета, министр народного просвещения Временного правительства.
- Орлов, Александр Сергеевич (1871—1947) — российский и советский литературовед, специалист по древнерусской литературе, профессор МГУ, зам. директора Института литературы АН СССР, академик АН СССР.
- Остроградский, Михаил Васильевич (1801—1861) — российский математик, академик СПбАН.
- Павлов, Иван Петрович (1849—1936) — российский физиолог, создатель учения о высшей нервной деятельности, академик СПбАН и АН СССР, лауреат Нобелевской премии по физиологии или медицине.
- Палладин, Владимир Иванович (1859—1922) — российский ботаник и биохимик, академик СПбАН.
- Петров, Василий Владимирович (1761—1834) — российский физик-экспериментатор, электротехник-самоучка, академик СПбАН.
- Стеклов, Владимир Андреевич (1864—1926) — российский математик и механик, академик СПбАН, вице-президент АН СССР. Организатор и первый директор Физико-математического института РАН, названного после смерти В. А. Стеклова его именем.
- Успенский, Федор Иванович (1845—1928) — российский историк, византинист, доктор истории, академик СПбАН и АН СССР.
- Фаминцын, Андрей Сергеевич (1835—1918) — российский ботаник, общественный деятель, ординарный профессор Санкт-Петербургского университета, ординарный академик СПбАН.
- Ферсман, Александр Евгеньевич (1883—1945) — российский и советский минералог, кристаллограф, геохимик, профессор, академик РАН, вице-президент АН СССР.
- Чебышёв, Пафнутий Львович (1821—1894) — российский математик и механик, основоположник петербургской математической школы, академик СПбАН.
- Шёгрен, Андрей Михайлович (1794—1855), российский языковед, историк, этнограф, путешественник, основатель финно-угроведения, академик СПбАН.
- Якоби, Борис Семенович (Мориц Герман фон Якоби) (1801—1874) — немецкий и российский физик-изобретатель, академик СПбАН.

В 2006 году Дом академиков подвергся реставрации в рамках городской адресной программы «Фасады Санкт-Петербурга». В ходе восстановительных работ все мемориальные доски, укрепленных на фасадах здания, были демонтированы. А когда реставрация завершилась, памятных знаков на месте не оказалось. Это вызвало возмущение жителей дома и городских активистов, в итоге к 11 мая 2006 года мемориальные доски вновь заняли свои привычные места.

## Городской фольклор

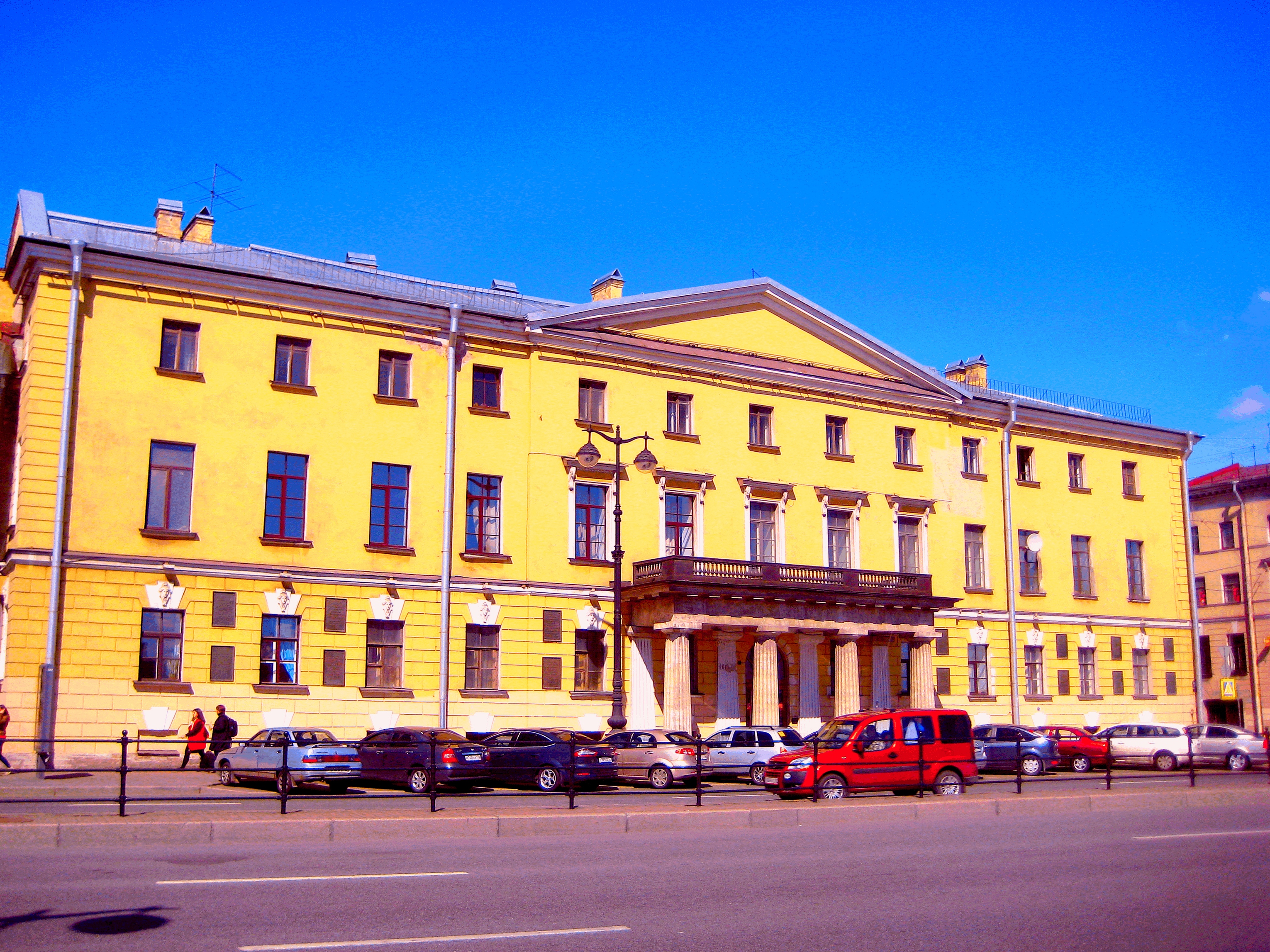
Главный фасад Дома академиков, вид с набережной Лейтенанта Шмидта

Академик Дмитрий Сергеевич Лихачёв в одной из телевизионных передач (встреч в Останкино в середине 1990-х годов) рассказывал, что петербургский Дом академиков из-за обилия на нем мемориальных досок в быту иногда именовали «индийской гробницей».
Знаток и исследователь городского фольклора, писатель-историк Наум Александрович Синдаловский в свою очередь полагал, что неформальный топоним возник в академической среде, а затем распространился по всему Ленинграду, а впоследствии Петербургу. Так или иначе, но название закрепилось в городском обиходе и употребляется до сих пор.

## Мемуары
Сохранилось множество воспоминаний о жизни в петербургском Доме академиков. Например, существует подробный 37-минутный рассказ Веры Александровны Крачковской, советского ученого-востоковеда, вдовы академика АН СССР Игнатия Юлиановича Крачковского, прожившей в квартире № 1 на первом этаже Дома академиков почти полвека, с 1927 по 1974 год. Аудиозапись была сделана журналистом Ленинградского радио незадолго до смерти Крачковской в январе 1974 года. Сейчас эту фонограмму можно прослушать на портале Аудиопедия в фонотеке Свидетель, рассказ Крачковский содержит множество бытовых, а подчас анекдотических подробностей из жизни знаменитого дома:

Нашим предшественником здесь был вице-президент Академии наук Владимир Андреевич Стеклов. Владимир Андреевич в ту пору уже овдовел. Он потерял сперва дочь, потом и жену. И в этой <…> большой квартире с громадными комнатами он жил с сестрой Зинаидой Андреевной. Маленькая бытовая подробность: Зинаида Андреевна любила очень кошек, у неё было семь кошек. И дворовые кошки приходили к эти семерым в гости. Они так к этому привыкли, что, когда Стекловых не стало: Владимир Андреевич помер, а Зинаида Андреевна переселилась в другую квартиру <…>, мы ещё долгое время были обуреваемы нашествием кошек со двора. Кончилось тем, что я устроила вкладную решетку в форточку, чтобы кошки не могли самовольно проникать, — из воспоминаний В. А. Крачковской для Ленинградского радио
В 2016 году в рамках петербургского проекта «Сохранённая культура» вышла книга «Дом академиков. Истории и судьбы». Наряду с краеведческими и биографическими материалами, которые подготовил писатель, историк и филолог Константин Жуков, в книгу вошли многочисленные мемуары бывших и нынешних жильцов дома, потомков известных ученых.
В их числе — воспоминания Ольги и Марины Толмачевых, правнучек российского ученого-геолога, первого выборного президента Российской академии наук Александра Петровича Карпинского.
Сам Карпинский с семьей переехал в Дом академиков в 1899 году из квартиры в Горном институте. Сначала семья академика проживала в квартирах № 9 и № 2, затем — в квартире № 3, которая располагалась на втором этаже и имела выход на обширный балкон, венчающий четырёхколонный портик на парадном фасаде здания. Традиционно эту квартиру отводили вице-президентам академии. Карпинские заселился в неё в 1916 году и жил до 1935 года, когда вынужден был переехать вслед за Академией наук в Москву. Но и после этого жилплощадь осталась за семьей академика. Долгое время квартиру № 3 занимали дочери Карпинского, две из которых умерли во время блокады, а третья — Евгения Александровна Толмачева-Карпинская — проживала в ней до своей кончины в 1963 году. При этом в середине 1950-х годов квартиру административно разделили на две: № 3 и № 3-А. Квартиру № 3-А до сих пор занимают потомки Карпинского.

В праздничные дни на нашем балконе выставлялись флаги и плакат «Слава русской науке!». Конечно, в Первомай можно было постоять и посмотреть на демонстрацию. Колонна Васильевского острова формировалась у Горного института, а потом проходила мимо нас по набережной, направляясь на Дворцовую площадь. Бабушка стояла и «принимала парад», академические ей махали и что-то кричали. Она жила в нашем доме больше шестидесяти лет и была уже его символом, — из воспоминаний О. А. Толмачевой для книги «Дом академиков. Истории и судьбы»
Доктор медицинских наук, старший научный сотрудник петербургского НИИ гриппа Екатерина Головачева в мемуаре «Ольденбурги-Головачевы в Доме академиков» рассказывает историю квартиры № 31, которую занимал российский и советский востоковед, один из основателей русской индологической школы, академик и непременный секретарь СПбАН — РАН — АН СССР Сергей Федорович Ольденбург. В эту квартиру ученый въехал в 1924 году. До этого Ольденбург вместе с женой Еленой и пасынком Дмитрием Головачевым проживал на первом этаже флигеля главного здания Академии наук. Но после крупного наводнения, которое случилось в Петербурге 23 сентября 1924 года, жить там стало невозможно. В квартире № 31 родился сын Дмитрия Головачева — врач и ученый Георгий Головачев (1930—1995), долгое время возглавлявший лабораторию генетики в НИИ акушерства, гинекологии и репродуктологии имени Д. О. Отта, а затем — его внучка, автор воспоминаний. Квартира до сих пор принадлежит Головачевым, в ней сохранились мебель и стол, за которым работал академик Ольденбург, его книги и другие вещи.
Свою лепту в мемуарную часть книги внес сын доктора геолого-минералогических наук, член-корреспондента АН СССР Юрия Александровича Билибина, петербургский ученый-химик Александр Билибин — «История нашей семьи в истории дома на 7-й линии»; электротехник и историк науки Вера Северинова — «О жильцах, науке и творчестве в квартире № 9 Дома академиков в 1950—1970-е годы»; доктор геолого-минералогических наук, профессор Борис Шилин — «О квартире № 17» и мн. другие.
Петербургский юрист и ученый, руководитель проекта «Сохраненная культура» Виктор Наумов подготовил для книги рассказ о двух поколениях своей семьи. Его героями стали видные деятели ленинградской и петербургской культуры: архитектор, ученый, педагог, декан архитектурного факультета ИнсЖСА им. И. Е. Репина АХ СССР Виктор Ильич Кочедамов, архитектор, ученый-градостроитель, член-корреспондент РААСН Александра Викторовна Махровская, художник-график, иллюстратор, плакатист Ольга Александровна Биантовская. После перевода АН СССР в Москву дом на Васильевском острове остался в ведении академии и по-прежнему являлся «служебным фондом жилья» для её членов, но состав жильцов в историческом здании начал постепенно меняться.
Также в книгу вошёл очерк «И. П. Павлов и его музей в Доме академиков», который написала специально для издания главный хранитель Мемориального музея-квартиры И. П. Павлова Людмила Громова. Всемирно известный физиолог и естествоиспытатель прожил в доме Академии наук 18 лет, с 1918 по 1936 год.
В июне 2017 года книга «Дом академиков. Истории и судьбы» стала лауреатом XIII Всероссийского конкурса региональной и краеведческой литературы «Малая Родина», организованного Федеральным агентством по печати и массовым коммуникациям (Роспечать). Победу изданию присудили в номинации «Люди нашего края».